# Stevens Battery
Stevens Battery fue la denominación de un buque, que nunca fue terminado. De haberse concluido hubiera sido el primer buque blindado y el más grande de su tiempo también.

## Inicio de la construcción
En 1841, los empresarios Robert L. Stevens y Edwin A. Stevens de Nueva Jersey, propusieron la construcción de un rápido vapor blindado para defender la bahía de Nueva York en previsión a una guerra con Reino Unido. Después de consideraciones de parte de la Marina y el Congreso, los hermanos Stevens recibieron un contrato para la construcción de tal buque en febrero de 1843. El visionario proyecto, denominado como Stevens Battery, representó un número de importantes avances en la tecnología naval. Sin embargo, rápidamente crecieron los costos más allá del financiamiento del gobierno y en 1856 se paralizaron los trabajos, cuando ya se había gastado medio millón de dólares sin haber sido terminado, debido al fallecimiento de Robert Stevens.

## Durante la guerra de Secesión
Cuando empezó la guerra de Secesión, Edward Stevens intentó vender su buque al Gobierno Federal para conseguir el financiamiento y terminarlo, pero su ofrecimiento fue rechazado por considerar que se trataba de un artefacto inservible, según informes de la marina ratificados posteriormente por un delegado de la casa constructora John Elder en Reino Unido. 
Edward Stevens entonces ofreció en venta el Naugatuck, un pequeño vapor de hélice de 192 toneladas y 110 pies de eslora, construido en 1844 bajo la tecnología del Stevens Battery. De esta manera, se quería demostrar la capacidad marinera del Stevens Battery En 1862 fue incorporado a la Marina Federal y se le artilló con un cañón rayado. Apoyó el bloqueo de Hampton Roads y participó en la Campaña de la Península. Durante el ataque a Drewry's Bluff el 15 de mayo de 1862, voló su cañón y fue pasado a reserva hasta que se vendió en 1890, rebautizado como el vapor mercante Argus. 
Hacia 1863 deciden convertirlo en monitor de altamar, el más rápido y grande de todos, con una sola torre giratoria, con dinero propio de Edward Stevens, pero la guerra terminó y no se había terminado la construcción del buque.

## Últimos años
Edward Stevens falleció en 1868, cuando ya había gastado otro medio millón de dólares sin haber sido completado el buque. Por testamento, su buque fue obsequiado al Estado de Nueva Jersey para que lo completara. 

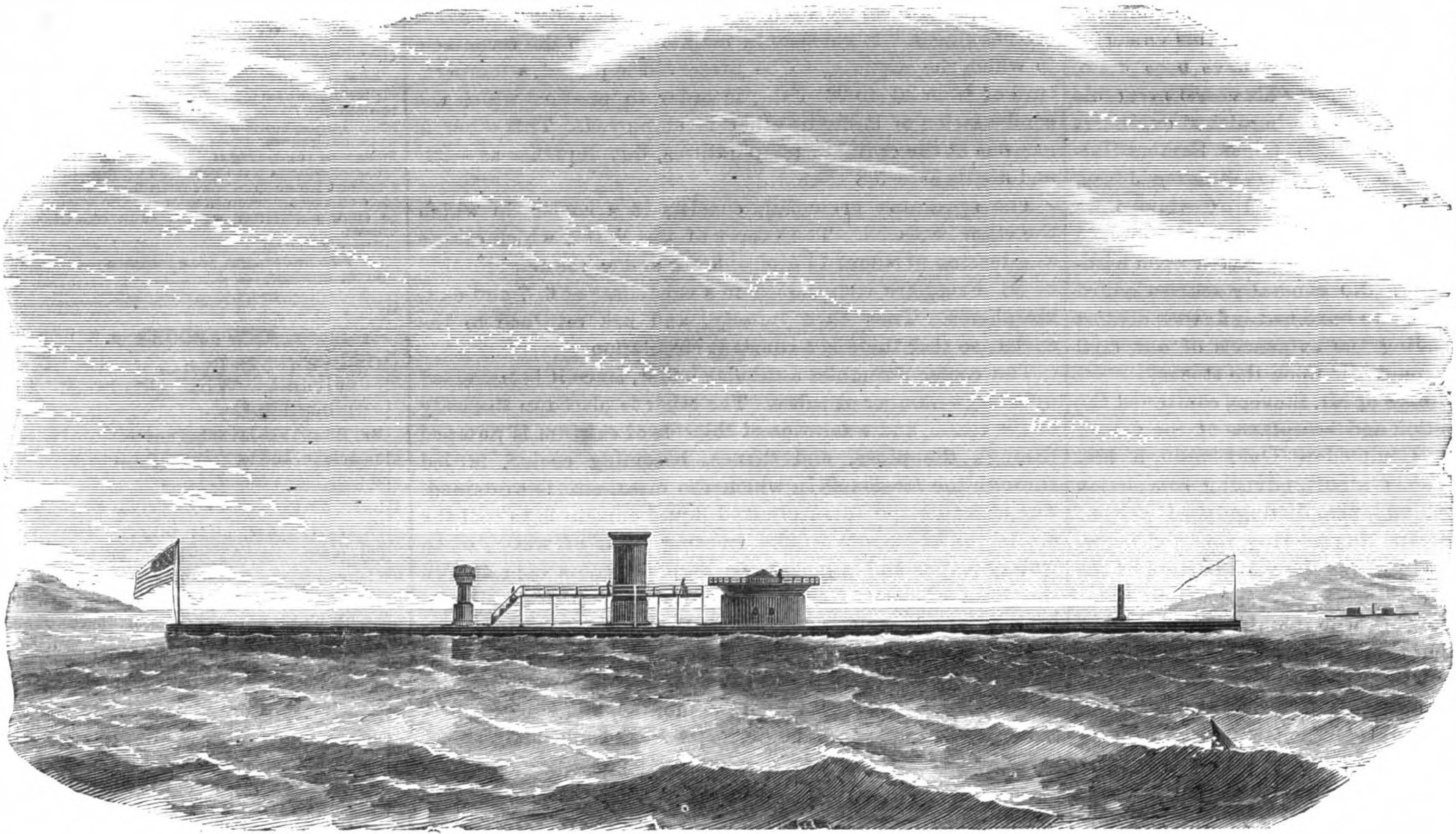
El Stevens Battery como estaba planeado en 1874.

En 1874 se publicó el libro Stevens Ironclad Battery, en donde se afirmaba que faltaba poco para terminarlo, faltándole maquinarias y artillería. El buque tenía un blindaje de 10 pulgadas en el casco. El gobierno de Estados Unidos no quiso comprarlo porque entonces no pensaba en guerras con el extranjero y estaba ocupado dando de baja los monitores de la guerra de Secesión. 
En 1879, durante la guerra del Pacífico, el gobierno del Perú, al mando de Mariano Ignacio Prado, se interesó adquirirlo y se llegó a un acuerdo de compra de 750 mil dólares, pero nunca se materializó porque no se contaba con el dinero. El gobierno peruano al mando de Nicolás de Piérola (1880), desechó la oferta.
El 29 de septiembre de 1880, el Stevens Battery fue rematado a un armador de ese puerto por 55 mil dólares, con el fin de aprovechar el hierro y la madera.